# 久保貫太郎
久保 貫太郎（くぼ かんたろう、1976年11月27日 - ）は、日本の俳優、声優、ナレーター、ラジオパーソナリティ。長野県上田市出身。所属事務所はフクダ&Co.。クロムモリブデン (活動休止中) の劇団員。身長167cm、体重84kg(前後3kgぐらいは常に変動している)。血液型B型。愛称は「クボカン」

## 略歴
- 1997年 － 「演劇集団 円」の演劇研究所本科に在籍。
- 1999年 － 「ENBUゼミナール」KERAクラスに在籍。
- 2002年 - 2004年 － 劇団演劇弁当猫ニャーの劇団員。
- 2006年〜 - クロムモリブデン (活動休止中) の劇団員

## 人物
- ぽっちゃり体型とハイトーンボイスを駆使して、小学生から中年まで幅広い役柄を演じ分ける。また体を駆使した空中技も得意とする。
- スポーツ全般に造詣が深く、特に海外サッカーについての知識が豊富。マラソンを趣味としており、各地の大会に出場し完走を遂げている。特技はフラッシュ暗算・ジャズダンス・料理・立ちながらピアノが弾ける。
- 槇原敬之に傾倒した中学時代を経て、高校ではサッカーに青春を捧げる。文化祭での出し物に味をしめ、長野県で一番面白い男だと思い込み、芸能界入りを決意。
- 夢の実現の為、オーディション雑誌を片手に上京するも「欽ちゃん劇団」への入団に失敗。隣のページに掲載されていた円演劇養成所に合格し入所、舞台俳優を目指す。東京に出てきたのはいいものの、自分より面白い人が沢山いることを知り、プチ挫折。
- 2000年〜2001年にかけて三度アキレス腱を断裂。あわや歩行不能の危機を乗り越え、2002年「演劇弁当猫ニャー」に参加。2004年の解散まで全作品に出演。現在はクロムモリブデンの劇団員として活動中。太ったりやせたりを繰り返している。
- 2010年10月より、調布FM 「ラジオボンバー」 内にてレギュラーコーナー「森下亮・久保貫太郎の死ぬまでにしゃべりたい七万のこと」のパーソナリティーを務める。

## 出演

### 舞台
出演 (1999年以降〜)
- ラフカット99- 宮藤官九郎作品『虐殺のブギー』 ＠全労済ホールスペース・ゼロ
- CAB DRIVER - 七分袖、ほくろ ＠パルテノン多摩小劇場フェスティバル－最優秀賞受賞-
- CAB DRIVER - 七分袖、ほくろ ＠下北沢・駅前劇場
- オッホ - 陽性なのはどちらの方か ＠THEATER/TOPS
- 東京タンバリン - コウエンデ ＠高円寺・明石スタジオ
- ベリイギャルド - 責任逃れ（竹原慎二ほか 役） ＠早稲田どらま館
- ブラジル - ブルーハワイ（コクボ 役） ＠中野・スタジオあくとれ
- JACROW - たまごクラブ（謎の刑事 役) ＠駒場アゴラ劇場
- はえぎわ - 溺愛ブギーギャル（漫才師 役) ＠駒場アゴラ劇場
- ブラジル - バレンタインデー・キス（犯罪グループのリーダー クボキド 役） ＠王子小劇場
- 演劇弁当猫ニャー - コスモ☆プロジェクト（ヤクザの親分／隊員 役） ＠東京芸術劇場小ホール2
- 演劇弁当猫ニャー - 応急エステティック（けが人 役） ＠全労済ホールスペース・ゼロ／よしもとライズワンシアター
- 演劇弁当猫ニャー - 弁償するとき目が光る（院長ほか 役） ＠下北沢・本多劇場
- ブラジル - 失恋旅行 ＠「下北シュワッチ」参加作品・カフェ公演
- スワンキーライダー － 第4回公演冬のエッヘン、愛のてんまつ 兄妹愛、行き過ぎて… ＠中野・ウエストエンドスタジオ
- 演劇弁当猫ニャー秋の番外公演 - RUNAWAY TO THE VICTORY/木村の親の大冒険（第二機動部隊 隊長/校長先生 役） ＠シアター風姿花伝
- bird's-eye view - 36000秒 ＠王子小劇場
- 演劇弁当猫ニャー - 十周年記念解散公演たびだち（宅間伸 役） ＠中野・ウエストエンドスタジオ
- KAKUTA - 北極星から十七つ先（高校生 クメ夫 役） ＠三軒茶屋シアタートラム
- クロムモリブデン - 猿の惑星は地球（研究者 コーネリアス 役） ＠中野ザ・ポケット,HEPHALL
- クロムモリブデン - マトリョーシカ地獄（文具屋の店員 一郎 役） ＠サンモールスタジオ／インディペンデントシアター2nd
- クロムモリブデン - スチュワーデスデス（被害者の遺族 ガナリ 役） ＠下北沢・駅前劇場／インディペンデントシアター2nd
- キリンバズウカ - 飛ぶ痛み ＠王子小劇場
- クロムモリブデン - 血が出て幸せ (刑事 山城 役) ＠THEATER/TOPS／HEPHALL
- 竹内まりや ソングミュージカル - 本気でオンリーユー ＠PARCO劇場
- クロムモリブデン - テキサス芝刈機（痴漢の男 コジマ 役） ＠青山円形劇場／伊丹・AIHALL
- KAKUTA - 朗読公演 〜帰れない夜〜(少年 マチ役) ＠下北沢・ザ スズナリ
- クロムモリブデン - 空耳タワー（短絡的な青年 ケンジ 役） ＠赤坂レッドシアター／HEPHALL
- 演劇集団キャラメルボックス - さよならノーチラス号（父親 星野治男 役） ＠新宿紀伊国屋サザンシアター／梅田シアタードラマシティ
- クロムモリブデン - 不躾なQ友（不躾な旧友 山田役） ＠赤坂レッドシアター
- クロムモリブデン - 恋する剥製（怪しい占い師 ジョージマ役） ＠赤坂レッドシアター／HEPHALL
- 空想組曲 - ドロシーの帰還 ＠赤坂レッドシアター
- クロムモリブデン - 裸の女を持つ男（謎の外国人 カゴメ役） ＠シアタートラム
- 東京ハートブレイカーズ - フィッシュストーリー 　原作　伊坂幸太郎「フィッシュストーリー」（新潮社刊『フィッシュストーリー』所収） ＠STAR PINE’S CAFE
- ろりえ - 三鷹の化け物 ＠三鷹市芸術文化センター星のホール
- クロムモリブデン  - 節電 ボーダー トルネード（タクシー運転手 雨森役） ＠赤坂レッドシアター／HEPHALL
- 東京ハートブレイカーズ - フィッシュストーリー　原作　伊坂幸太郎「フィッシュストーリー」（新潮社刊『フィッシュストーリー』所収）  ＠テアトルBON BON
- クロムモリブデン  - 進化とみなしていいでしょう　＠赤坂レッドシアター
- 箱庭円舞曲  - 否定されたくてする質問　＠下北沢・駅前劇場
- クロムモリブデン  - 連続おともだち事件　 ＠赤坂レッドシアター／HEPHALL
- てがみ座  - 空のハモニカ－わたしがみすゞだった頃のこと－（作：長田育恵、演出：扇田拓也）＠座・高円寺1／京都芸術センター　フリースペース
- 箱庭円舞曲  - 僕にしてみれば正義　（作・演出：古川貴義、＠ザ・スズナリ
- クロムモリブデン  - 曲がるカーブ　 ＠赤坂レッドシアター／HEPHALL
- うさぎレストラン  - 企画・製作：CLIE co.,ltd　原作：(作)ののか／(絵)しまだともみ　作・演出：ほさかよう(空想組曲)　＠六行会ホール
- ベット&メイキングス  - 野外劇 南の島に雪が降る　（原作：加東大介（光文社知恵の森文庫）、脚本・演出：福原充則） 、＠お台場潮風公園「太陽の広場」特設会場
- クロムモリブデン  - こわくないこわくない　 ＠赤坂レッドシアター／HEPHALL
- タカハ劇団  - わたしを褒めて　（作・演出：高羽彩）、 ＠下北沢・駅前劇場
- オーストラ・マコンドー  - 小津安二郎に捧ぐ「家族」、 ＠吉祥寺シアター
- KAKUTA  - ひとよ　（作・演出：桑原裕子、 ＠下北沢 ザ・スズナリ／＠KAAT 神奈川芸術劇場 大スタジオ
- 夢の劇 -ドリーム・プレイ（原作：ヨハン・アウグスト・ストリンドベリ、構成・演出：白井晃 脚本：長塚　圭史）、＠KAAT 神奈川芸術劇場ホール
- クロムモリブデン  - 翼とクチバシもください ＠赤坂レッドシアター／HEPHALL
- ポップンマッシュルームチキン野郎 - うちの犬はサイコロを振るのをやめた　東京公演日替わりゲスト　＠シアターサンモール
- ミュージカル狸御殿（原作：木村恵吾、演出：宮本亜門 脚本：齋藤雅文、宮本亜門、音楽：服部隆之、＠新橋演舞場
- TBS - 俺節（作・演出：福原充則　＠赤坂ACTシアター、オリックス劇場
- 演劇集団キャラメルボックス - 嵐になるまで待って（作・演出：成井豊、 ＠かめありリリオホール他
- 空想組曲 vol.13 変則短篇集「組曲『遭遇』」（作・演出：ほさかよう、 ＠サンモールスタジオ
- TBS - 「忘れてもらえないの歌」（作・演出：福原充則、＠赤坂ACTシアター、オリックス劇場
- ミュージカル スカーレット・ピンパーネル[1]　（原作：バロネス・オルツィ、潤色・演出：ガブリエル・バリー、 演出：石丸さち子、脚本・作詞：ナン・ナイトン、 訳詞・翻訳・潤色：木内宏昌、＠梅田芸術劇場メインホール、TBS赤坂ACTシアター
- 松本紀保プロデュース公演 vol.2「Farewell」（作：松本哲也、演出：青山勝）＠サンモールスタジオ
- 久保貫太郎プロデュース公演  久保と人間 - 「やまいだれにやまいだれ」（作・演出：アオキヒデキ、＠サンモールスタジオ
- 悪い芝居 - 「ミー・アット・ザ・ズー」（作・演出：山崎彬、＠シアタートラム
- 劇団KAKUTA - 「ひとよ」（作・演出：桑原裕子、＠本多劇場
- 新国立劇場 - 「斬られの仙太」（作：三好十郎、演出：上村聡史）＠新国立劇場
- NAPPOS PRODUCE - 「トリツカレ男」（原作：いしいしんじ、脚本・演出：成井豊）＠全労済スペース・ゼロ
- エンパシィプロデュース - 「岸田國士短編戯曲実験室　人間讃歌」（作：岸田國士、構成・演出：三上陽永）＠スタジオ空洞
- 閃光ばなし（2022年9月26日 - 10月2日、ロームシアター京都 / 10月8日 - 30日、東京建物 Brillia HALL）[2][3][4]
- ミュージカル「ナビレラ」（演出：桑原裕子）＠シアタークリエ[5]
- スリーピルバーグス 第2回野外公演inスタジアム!「リバーサイド名球会」（作・演出：福原充則）＠こうのとりスタジアム）[6]

演出
- 劇団 コンテ ポンテ ラボラトリー - インスタント・ポルノグラフィー（作：ケラリーノ・サンドロヴィッチ

### TV
ドラマ
- ハケンの品格 レギュラー- 日本テレビ
- 逃亡者 RUNAWAY - TBS
- おいしい殺し方 - BSフジ
- アキハバラ@DEEP － TBS
- 怨み屋本舗 1話 － テレビ東京
- オトコの子育て 2話 - ABC
- 7万人探偵ニトベ 1話 - BS朝日
- 白い春 6話 - 関西テレビ
- 特上カバチ!! 7話 - TBS
- 怪物くん 3話 - 日本テレビ
- SPEC〜警視庁公安部公安第五課 未詳事件特別対策係事件簿〜 4話 - TBS
- 黄金の豚 4話 - 日本テレビ
- 妖怪人間ベム 2話 - 日本テレビ
- Q10 4,7話 - 日本テレビ
- LADY〜最後の犯罪プロファイル〜 4話 - TBS
- IS（アイエス）〜男でも女でもない性〜 5,6,7話 － テレビ東京
- Answer〜警視庁検証捜査官 3話 - テレビ朝日
- 踊る大捜査線 THE LAST TV サラリーマン刑事と最後の難事件 - フジテレビ
- 走馬灯株式会社 9話 - TBS
- PTAグランパ！ 1,4話 - NHKBSプレミアム
- 24時間テレビ 「愛は地球を救う」 スペシャルドラマ 今日の日はさようなら - 日本テレビ
- 新・ミナミの帝王 第7作 - 関西テレビ
- Dr.検事モロハシ  - フジテレビ
- ただいま会議中  第6,7話- NHK教育テレビジョン
- おぉ!信州人（ラーメンの神様と呼ばれた男、恐竜園にかけた夢 動物園によせる愛）  - ABN
- 夫のちぽが入らない 4話 - Netflix
- 俺のスカート、どこ行った？ 1話 - 日本テレビ
- ちむどんどん - NHK

### バラエティー
- 演劇人は、夜な夜な、下北の街で呑み明かす…第4夜（2016年7月前編20・22日、後編27・29日、BSスカパー!）

### CM
- ボーダフォン（現ソフトバンク） － ハッピーボーナス、ゴルフ篇
- ミツカン － しゃぶしゃぶのたれ
- サッポロビール
- ECC － Webレッスン編
- ナムコ
- ダイハツ
- KIRIN － のどごし生シリーズ 5作品
- アメリカンホーム保険会社 － 愛のムチ篇
- 資生堂 － エリクシールシュペリエル べたつく日常篇
- モバイルゲームコンテンツ「GOOD DARTS MOBILE」
- 民放連 － 地デジカ「ワールドカップ放送告知キャンペーン  警官と犯人篇,  面会室篇」
- 日本コカ・コーラ - GEORGIA ご褒美ブレイク「侍たちの甘い午後(ブレイク)」編
- 日本コカ・コーラ - GEORGIA ご褒美ブレイク「侍たちの甘い午後(カフェオレ)」編
- 西友 － 牛カルビ 軽尾家の人々 篇
- 日本マクドナルド - ハッピーセット「ゴーバスターズ〜秘密基地を守れ篇〜」編
- 民放連 - 「それ、違法です。〜放送番組の違法配信撲滅キャンペーン〜」

### 映画
- 輪廻 - 清水崇監督
- さらば愛しの大統領 - 世界のナベアツ/柴田大輔監督
- 岳-ガク- - 片山修監督
- 踊る大捜査線 THE FINAL 新たなる希望 - 本広克行監督
- 検察側の罪人 - 原田眞人監督
- 泣くな赤鬼 - 兼重淳監督
- 最高の人生の見つけ方 - 犬童一心監督

### CMナレーション
- 株式会社 バスクリン　企業名ナレーション(現在も放送中)
- 株式会社やる気スイッチグループ 企業CMナレーション
- 株式会社バンダイナムコゲームス - PS3用ソフト　アイドルマスター２　ナレーション
- 日本マクドナルド　チキンマックナゲット「俺たちナゲット篇」シリーズ　ナレーション
- コロプラ　「クイズRPG 魔法使いと黒猫のウィズ」シリーズ　黒猫ナレーション
- 王子ネピア　ネピア鼻セレブティシュ（ロドリゲス=ラビリネス ぼやき篇）キャラクタ台詞 ナレーション

### 吹き替え
- エブリシング・エブリウェア・オール・アット・ワンス
- 工場ケンガク!～たべものが出来るまで レギュラーナレーターナショナルジオグラフィックTV、Hulu
- 潜入! 世界の危険な刑務所 シーズン5〜南アフリカ:ナンバーギャング ボイスオーバーNETFLIX
- 風味巡礼2～中国から世界を味わう～」 #3 ボイスオーバーWOWOWプライム
- デッドプール&ウルヴァリン[7]

### ラジオ
- ラジオボンバー レギュラーコーナー『森下亮と久保貫太郎の死ぬまでに喋りたい7万のこと』 - 調布FM (★毎週土曜日放送中)
- 夕方は別の顔だ-（文化放送）
- J-WAVE25 シアター☆マツモト-(J-WAVE)
- メトロポリスアカデミー- J-WAVE
- サントリー・サタデー・ウェイティング・バー "AVANTI"- TOKYO FM

### WEBムービー
- セキスイハイム － 快適ソーラー生活 お楽しみムービー

### ＰＶ
- CreepyNuts － メジャーデビュー指南

### その他
- トークライブ － 死ぬまでにネイキッドロフトでしゃべりたい7万のこと
- トークライブ － トークライブ☆夜のラジオボンバー、同2nd、同3nd